# Liste der Monuments historiques in Longemaison
Die Liste der Monuments historiques in Longemaison führt die Monuments historiques in der französischen Gemeinde Longemaison auf.

## Liste der Objekte
| Bezeichnung | Beschreibung                     | Standort                                  | Kennzeichnung | Schutzstatus | Datum | Bild |
| ----------- | -------------------------------- | ----------------------------------------- | ------------- | ------------ | ----- | ---- |
| Pluviale    | Stoff, bestickt, 16. Jahrhundert | in der Kirche Immaculée-Conception (Lage) | PM25000874    | Classé       | 1908  |      |